# دبیرخانه بخش هاتارالیادا
دبیرخانه بخش هاتارالیادا (به لاتین: Hatharaliyadda Divisional Secretariat) یک منطقهٔ مسکونی در سری‌لانکا است که در ناحیه کندی واقع شده‌است.